# Левкипп (сын Эномая)
Левкипп (др.-греч. Λεύκιππος «белоконный, едущий на белых конях») — персонаж древнегреческой мифологии, сын Эномая из Писы.
Был влюблен в нимфу Дафну. Надев женский наряд и заплетя волосы, выдал себя за дочь Эномая и стал охотиться вместе с Дафной, которая обнимала его. Аполлон стал ревновать к Левкиппу. Когда девушки купались в Ладоне, они обнаружили, что Левкипп не девушка, и убили его копьями и ножами.

Вот что рассказывают о Дафне, дочери Амикла. Она не приходила в город и не присоединялась к другим девушкам, а собрав себе многочисленных псов, охотилась и в Лаконике и, бывало, забредала в отдаленные горы Пелопоннеса. По этой причине она была очень по душе Артемиде, которая научила ее стрелять без промаха. Однажды, когда Дафна бродила по элидской земле, сын Эномая Левкипп сильно ее возжелал, но не зная, как к ней подступиться, оделся в девичье платье и охотился вместе с ней. И так получилось, что он пришелся ей по сердцу, она не отпускала его от себя, обнимала и все время льнула к нему. Между тем Аполлон сам сгорал от страсти к девушке и питал гнев и зависть к Левкиппу, находившемуся всегда при ней. Он внушает Дафне мысль пойти вместе с остальными девушками к источнику для омовения. Когда они пришли туда и стали раздеваться, они заметили, что Левкипп не хочет следовать их примеру. Они стали стаскивать с него одежду, поняли его обман и замыслы против них и пустили все в него свои копья. Так Левкипп погиб по замыслу богов. (Парфений. О любовных страстях 15, 2-3)

Возможно, именно он упомянут в гомеровском гимне (II 34). Видимо, действующее лицо пьесы Клеофонта «Левкипп».